# Mariquina
A Comuna de San José de la Mariquina, no extremo noroeste da Região de Los Rios, Chile, é o centro de produção florestal da região, com aproximadamente 33 mil hectares cultivados, destinados à produção de celulose. Possui uma das maiores taxas de pobreza de toda a Regão de Los Rios, com 24,3% em 2006.
A comuna limita-se: a oeste com o Oceano Pacífico; a norte com a Região de Araucanía; a leste com Lanco; a sul com Máfil e Valdivia.